# Olimpia Di Nardo
Olimpia Di Nardo (* 28. Februar 1948 in Neapel; † 29. Mai 2003 in Rom) war eine italienische Schauspielerin und Sängerin.

## Leben
Di Nardo arbeitete hauptsächlich für die italienischen Bühnen und war in etlichen musikalischen Komödien wie Garinei und Giovannini's „Rugantino“ zu sehen. Einem breiteren Publikum wurde sie durch die wiederkehrende Rolle als „Angela“, die Frau des unkonventionellen Polizeiinspektors „Nico Giraldi“ in der „Superbullen“-Reihe der 1970er und 1980er Jahre bekannt. Neben ihrer darstellerischen Karriere verfolgte sie auch eine als Sängerin, wobei mehrere Plattenaufnahmen erschienen. In den 1970er Jahren moderierte Di Nardo die von einem römischen Sender ausgestrahlte Kindersendung „Facciamo i compiti insieme“. Auf Kabarettbühnen spielte sie oft neben Lando Fiorini.

## Filmografie (Auswahl)
- 1976: Hippie Nico von der Kripo (Squadra antifurto)
- 1980: Elfmeter für den Superbullen (Delitto al Porta Romana)
- 1981: Ein Schlitzohr außer Rand und Band (Delitto al ristorante cinese)
- 1982: Das Schlitzohr vom Highway 101 (Delitto sull'autostrada)
- 1983: Formel I und heiße Mädchen (Delitto in formula uno)
- 1984: Ein Superesel auf dem Ku'Damm (Delitto al Blue Gay)

## Diskografie
- 1976: La notte che j'ho regalato/Er crane
- 1981: Come se pò spiegà cos'è l'amore/À stupida (mit Lando Fiorini)